# První vláda Ernesta von Koerbera

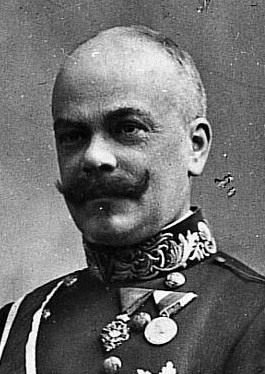
Ministerský předseda Ernest von Koerber

První vláda Ernesta von Koerbera byla předlitavská vláda, úřadující od 19. ledna 1900 do 31. prosince 1904. Sestavil ji Ernest von Koerber poté, co skončila předchozí krátce existující vláda Manfreda Clary-Aldringena.

## Dobové souvislosti a činnost vlády
Vláda Ernesta von Koerbera nastoupila ve chvíli, kdy předchozí kabinet Manfreda Clary-Aldringena (respektive pověřeného předsedy vlády Heinricha von Witteka) s využitím paragrafu 14 zlomil parlamentní českou obstrukci a vládním nařízením odsouhlasil klíčové předlohy (finanční vyrovnání mezi Předlitavskem a Uherskem a státní rozpočet). Vláda Manfreda Clary-Aldringena rovněž revidovala Gautschova jazyková nařízení, která do jisté míry podobně jako předchozí Badeniho jazyková nařízení vycházela v otázkách úředního používání jazyků v Čechách vstříc češtině. Jazyková situace v Čechách se tak vrátila ke stavu před rokem 1897.
Ernest von Koerber tak byl předsedou vlády, která po několika letech ostrých vnitropolitických a etnických sporů opět zaznamenala delší životnost. Historik Otto Urban tuto éru nazývá Pax Koerberiana, období dočasné stabilizace politického systému Předlitavska. Koerber byl reprezentantem modernějšího typu politiků a ve srovnání se svými konzervativními, šlechtickými předchůdci na postu předsedy vlády kladl větší důraz na otázky hospodářské modernizace.
Při představení svého kabinetu jej Koerber prezentoval jako nadstranickou vládu. Pokusil se rovněž o národnostní smíření. V předjaří roku 1900 se konala ve Vídni česko-německá vyrovnávací konference. Nepřinesla ale jasné výsledky a rozpory mezi oběma etniky v jazykových a ústavněprávních otázkách přetrvávaly po celou dobu existence vlády. Na post ministra-krajana usedl Čech Antonín Rezek, ale klíčový byl postoj mladočeské strany coby nejsilnější české politické formace. Mladočeši setrvali v prvních měsících vůči vládě ve faktické opozici a praktikovali nadále politiku obstrukcí v parlamentu (byť neblokovali některé zásadnější zákonné předlohy, zejména vojenského charakteru). Formálně přitom mladočeši zůstávali součástí vládní většiny zformované již za vlády Kazimíra Badeniho. Jenže poté, co vláda předložila v květnu 1900 návrh nových jazykových opatření, která redukovala pozice češtiny v úředním styku v Čechách a na Moravě, přešli mladočeši do ostrých obstrukcí. V červnu 1900 dokonce došlo ve sněmovně k nepokojům a potyčkám. Koerberova vláda nicméně vydržela a čeští radikálové byli početně izolováni.
Ve volbách do Říšské rady roku 1901 se složení parlamentu zásadněji neproměnilo, ovšem voličská účast klesla jako výraz znechucení nad nefunkčností předlitavského parlamentního života. Zároveň posílili němečtí i čeští nacionalisté. V roce 1901 v důsledku voleb a ve snaze oslabit kritiku inicioval Koerber sérii ústupků Čechům. Nešlo o revizi jazykových otázek ale o program hospodářských investic (masivní regulace vodních toků, asanace Prahy, meliorace zemědělské půdy), zřízení galerie moderních umění v Praze apod. Díky tomu se dočasně česká (mladočeská) opozice zmírnila. V letech 1902-1903 ale znovu ožily spory okolo jazykových zákonů a jednotlivá křídla mladočeské strany a dalších českých politických stran navzájem soupeřila ve vymezování se proti vládě. V letech 1903-1904 byl parlament znovu ochromen českými obstrukcemi (němečtí poslanci analogicky zablokovali český zemský sněm). Koerberova vláda tak stále více postupovala pomocí vládních nařízení s využitím paragrafu 14 ústavy. Na podzim 1904 se předseda vlády pokusil o uklidnění situace. Provedl částečnou obměnu vlády, křeslo ministra-krajana zaujal konzervativní český právník a vysokoškolský pedagog Antonín Randa. 17. listopadu 1904 se pokusil tuto staronovou vládu prezentovat před parlamentem, jenže došlo opětovně k obstrukcím. Ty nebyly vedeny jen českými nacionalisty a Koerber ztratil většinovou podporu, když jeho plány v oblasti veřejných financí odmítl sněmovní rozpočtový výbor. Koncem roku 1904 podal Koerber demisi a nastoupila druhá vláda Paula Gautsche (v níž ale setrvala většina řadových ministrů Koerberova kabinetu).

## Složení vlády
| Resort                              | Ministr                             | Nástup do funkce  | Konec funkce      |
| ----------------------------------- | ----------------------------------- | ----------------- | ----------------- |
| ministerský předseda                | Ernest von Koerber                  | 19. ledna 1900    | 31. prosince 1904 |
| ministr vnitra                      | Ernest von Koerber (správce)        | 19. ledna 1900    | 31. prosince 1904 |
| ministr financí                     | Eugen von Böhm-Bawerk               | 19. ledna 1900    | 26. října 1904    |
| ministr financí                     | Mansuet Kosel                       | 26. října 1904    | 31. prosince 1904 |
| ministr kultu a vyučování           | Wilhelm von Hartel                  | 19. ledna 1900    | 31. prosince 1904 |
| ministr spravedlnosti               | Alois von Spens-Booden              | 19. ledna 1900    | 16. října 1902    |
| ministr spravedlnosti               | Ernest von Koerber (správce)        | 16. října 1902    | 31. prosince 1904 |
| ministr obchodu                     | Guido von Call                      | 19. ledna 1900    | 31. prosince 1904 |
| ministr zemědělství                 | Karl von Giovanelli                 | 19. ledna 1900    | 24. října 1904    |
| ministr zemědělství                 | Ferdinand Maria Heinrich von Buquoy | 24. října 1904    | 31. prosince 1904 |
| ministr zeměbrany                   | Zeno Welsersheimb                   | 19. ledna 1900    | 31. prosince 1904 |
| ministr železnic                    | Heinrich von Wittek                 | 19. ledna 1900    | 31. prosince 1904 |
| ministr pro haličské záležitosti    | Leonard Piętak                      | 19. ledna 1900    | 31. prosince 1904 |
| český ministr-krajan                | Antonín Rezek                       | 19. ledna 1900    | 10. července 1903 |
| český ministr-krajan                | Antonín Randa                       | 26. října 1904    | 31. prosince 1904 |
| společní ministři Rakouska-Uherska: |                                     |                   |                   |
| * ministr zahraničí                 | Agenor Gołuchowski                  | 19. ledna 1900    | 31. prosince 1904 |
| * ministr války                     | Edmund von Krieghammer              | 19. ledna 1900    | 17. prosince 1902 |
| * ministr války                     | Heinrich von Pitreich               | 18. prosince 1902 | 31. prosince 1904 |
| * ministr financí                   | Benjámin Kállay                     | 19. ledna 1900    | 14. července 1903 |
| * ministr financí                   | Agenor Gołuchowski                  | 14. července 1903 | 24. července 1903 |
| * ministr financí                   | István Burián                       | 24. července 1903 | 31. prosince 1904 |